# K2 (muzička grupa)
К2 је nekadašnja srpska pop grupa koju su osnovale Aleksandra Kovač и Kristina Kovač. 

## Rana karijera
Njihovi roditelji su kompozitor Kornelije Kovač i tekstopisac Spomenka Kovač tako da su sestre odrasle okružene muzikom. Obe su naučile da sviraju klavir, a pesme su počele pisati u tinejdžerskoj dobi. Tada i osnivaju K2. U periodu od 1990. do 1995. borave u Engleskoj i tamo rade sa poznatim britanskim producentima i muzičarima, a pevaju i prateće vokale mnogim svetskim muzičarima .

## Prvi album
Godine 1995. vraćaju se u Srbiju i izdaju prvi album koji se prodaje u 70.000 primeraka . Najpoznatije pesme s albuma su Ajmo u život, Džanglmanija i Super žena?

## Malo soula
Godine 1996. objavljuju drugi album, Malo soula. Poznate pesme sa albuma su Malo soula i Biću tvoja devojka? Aleksandra i Kristina se nazivaju prvim soul i fank pevačicama na ovim prostorima.

## Razlaz
Sestre odlaze u Španiju, gde za EMI snimaju album za tamošnje tržište. Album prolazi veoma dobro . Godine 1998. K2 prestaje sa radom, a sestre Kovač započinju odvojene solo karijere.